# Соломон ибн-Верга
Соломон ибн-Верга, также Шломо ибн Верга (ок. 1460—1554), — испано-еврейский врач и историк, автор труда «Шебет Иехуда» («Скипетр Иуды», 1553).

## Биография
По одним сведениям он был внуком, по другим — сыном Иуды ибн-Верга (XV век), написавшего историю преследований евреев, позаимствовав многое из «Zichron ha-Schemadoth» Профиата Дурана. Сочинение Иуды положено в основу Соломонова «Скипетра Иуды» (1553).
Соломон рассказывает («Скипетр Иуды», § 64), что был отправлен испанскими общинами собирать деньги для выкупа пленников из Малаги, но жил также в Лиссабоне, как марран, и был свидетелем еврейского погрома. Позже он бежал в Турцию, вероятно в Адрианополь, где написал свой «Скипетр Иуды» — летопись о преследованиях евреев в разных странах и в различные эпохи.

## «Скипетр Иуды» (1553)
Заглавие «Скипетр Иуды» («Шебет Иехуда» или «Шевед Егуда» и «Шебет Иегуда») служит намёком на Иуду ибн-Вергу («шебет» — евр. «бич», соответствует испанскому «verga») и заимствовано из Быт. 49:10: «Не отойдет скипетр от Иуды и законодатель от чресл его, доколе не приидет Примиритель, и Ему покорность народов». Книга представляет компиляцию трёх авторов, в ней отсутствуют хронологический порядок и прагматическая связь, и все рассказы главным образом относятся к области мартирологии.
В кратком предисловии Соломон сообщает, что нашёл рассказ о преследованиях в конце одной книги Иуды ибн-Верга; рассказ этот он скопировал. К этому он прибавил сведения о преследованиях своего времени. Книга заключает сведения о 64 преследованиях, отчёты и рассказы о разных диспутах и сведения о еврейских обычаях в различных странах. Соломон знал латинский язык и черпал много сведений из латинских источников; таков, например, перевод латинского описания Соломонова храма по документу консула Марка, написанный по просьбе Альфонсо X переводчиком Versoris (וירשוריש).
На вопрос, почему евреи, особенно испанские, подвергаются гонениям чаще других народов, автор приводит разные соображения, между прочим нравственное превосходство евреев перед другими («кого любит Господь, того наказывает», Прит. 3:12) и, главным образом, их сепаратизм от христиан в вопросах о пище и питье. Мучения евреев являются, кроме того, возмездием за их грехи.
В конце § 64 Соломон говорит, что он написал также «Шебет Ебрато», содержащее рассказы о преследованиях и раввинские трактаты; но эта книга затерялась.

### Критика
Цунц указывает на важное значение книги с географической точки зрения, так как в ней приводится значительное число местностей, где жили евреи, а также описание их обычаев.
Историческое значение дат в «Скипетре Иуды» подверглось серьёзному критическому разбору со стороны Исидора Лёба. Последний утверждает, что, хотя Соломон был оригинальным писателем, он не везде заслуживает доверия и что многие его материалы фактически принадлежат к области легенды. Соломон особенно интересовался диспутами между евреями и христианами, о которых даёт подробнейшие отчёты. Но они, говорит Лёб, по-видимому фиктивны, за исключением отчёта о диспуте в Тортосе в 1413−1414 годы (§ 40). При этом Лёб ценит сведения о фольклоре и народных традициях.
Единственным современником Соломона, кто воспользовался его книгой, был португальский историк Самуил Уске — в своём «Consolação» («Утешение скорбям Израиля», 1553).

### Издания
Книга Соломона ибн-Верга была популярна среди евреев, на что указывают многочисленные издания на еврейском языке и переводы на идиш.
- Впервые она была напечатана в Турции ок. 1550 г. (единственный экземпляр без заглавного листа в Британском музее).
- Последовали ещё девять изданий до 1855 г., когда появилось научное издание М. Винера с приложением:
  - элегии Иосифа ибн-Верга, сына Соломона[3],
  - письма Крескаса к общинам Авиньона после событий 1391 г.,
  - письма Самуила ибн-Царцы в его книге «Mekor Chajim»,
  - элегии на изгнание из Испании и «Megillat Eiwah» Саббатая Когена о преследованиях евреев в Польше и Литве в 1648—1649 гг. с именным и географическим указателями (изд. М. Винера перепечатано в Варшаве, 1882).[3]

На идише книга печаталась несколько раз — впервые в 1591 году в Кракове (неполно), в Вильне (1900), с дополнениями — «Schebet Jehudah ha-Schalem».
Переводы
- На испанском языке книга появилась в 1640 и 1744 г.[3]
- На спаньольском — в 1850 и 1859 гг.
- Латинский перевод издан Гентом (George van Gent, 1618—1687) в 1651 году (Амстердам); на заглавном листе имеются две странные ошибки: слово שבט написано שבת и переведено «колено» вместо «бич».
- Немецкий перевод сделан Винером (Ганновер, 1856).[3]

Отрывки из «Скипетра Иуды» имеются у Айзенменгера, Шудта (он называет автора Соломоном бен-Шефет), Менахема га-Леви и Цеднера.